# Har Brachà
Har Brachà —en hebreu הר ברכה, literalment ‘la muntanya de la benedicció’— és un assentament israelià a la cresta sud del mont Guerizim. a una altitud de 870 metres sobre el nivell del mar, a les muntanyes de Judea i Samaria, a la Cisjordània ocupada, prop de la ciutat palestina de Nablus. Har Brachà porta el nom d'una de les dues muntanyes que s'esmenten al Deuteronomi sobre les que la meitat de les dotze tribus d'Israel van ascendir per pronunciar les benediccions, i comparteix la cresta del mont Guerizim amb el poble de Kiryat Luza, el principal llogaret samarità. Està organitzada com un assentament comunitari i està sota la jurisdicció del Consell Regional de Samaria. L'any 2016 tenia 2.339 habitants. La comunitat internacional considera que els assentaments israelians a Cisjordània són il·legals en virtut del dret internacional. El govern israelià ho nega. La terra de Har Brachà va ser confiscada pels israelians a tres llogarets palestins propers: la major part de la terra prové del llogaret de Burin, i la resta dels llogarets de Kafr Qalil i de Iraq Burin.

## Història
Har Brachà es va establir per primera vegada com un lloc militar avançat de la Brigada Nahal, i va ser desmilitaritzat quan va esdevenir un lloc residencial, en el dia de la independència de l'Estat d'Israel, Yom ha-Atsmaüt, l'any 1983. La ràpida expansió del llogaret s'atribueix universalment a la Ieixivà de Har Brachà, que va ser construïda en 1991, així com al director de la ieixivà, el Rabí Eliezer Melamed, que és també el Rabí de l'assentament de Har Brachà. Encara que la gran majoria dels estudiants (uns 150 a l'any) no són originaris dels assentaments israelians, molts dels graduats de la ieixivà tornen per viure als assentaments. Alguns cristians evangèlics procedents dels Estats Units s'han unit a la comunitat, comptant amb el suport del Rabí Melamed, encara que la seva presència ha suscitat certa controvèrsia entre els residents.

## Ieixivà
La ieixivà de Har Brachà (ישיבת הר-ברכה en hebreu) va ser fundada en 1991 pel Rabí Eliezer Melamed. A més del programa hesder, la ieixivà ofereix un programa de beques que permet que els estudiants solters i casats que s'han graduat en el programa hesder, tinguin l'oportunitat d'obtenir un títol acadèmic de la Universitat d'Ariel, mentre continuen amb els seus estudis sobre la Torà a la ieixivà.